# Кропа (Радовлиця)
Кропа (словен. Kropa) — поселення в общині Радовлиця, Горенський регіон, Словенія. Висота над рівнем моря: 493,6 м.